# Youth Gone Wild
Youth Gone Wild ist ein Lied und die Debüt-Single der US-amerikanischen Hard-Rock-Band Skid Row aus dem Jahr 1989.

## Hintergrund
Der Song wurde von Rachel Bolan und Dave Sabo geschrieben. Produziert wurde er von Michael Wagener. Er erschien im Januar 1989 bei Atlantic Records als Single. Der Song war der Grund gewesen, warum Sebastian Bach zur Band stieß. Er hatte ihn auf einem Demo mit einem anderen Sänger gehört. Als er ihn selbst sang, war die Band begeistert: “I remember playing Youth… with the guys, and when we got to the middle part where we do the chorus with just drums and vocals, I sang the entire thing in one breath. And they all went: ‘Holy shit, man!’. They couldn’t believe it.”

## Rezeption
Das zugehörige Musikvideo zum Song wurde häufig bei MTV gespielt. Die Single erreichte Platz 99 in den Billboard Hot 100 und Platz 42 der britischen Charts.
1992 erschien eine Wiederveröffentlichung der Single. Die B-Seite war eine Live-Aufnahme von Delivering the Goods von der EP B-Side Ourselves. Diese Single erreichte erneut Platz 22 der britischen Single-Charts.
Das Magazin Classic Rock wählte einen Video-Mitschnitt vom Moscow Music Peace Festival 1989 zum Video der Woche; es zeige die „rebellische Seite“ von Sebastian Bach, und das Festival sei „der perfekte Ort also, um die Jugend und alle anderen zur Rebellion gegen das System aufzurufen“. Richard Bienstock schrieb, der Song sei die „definierende Hymne der Band“: „Youth Gone Wild may not have been the biggest hit off Skid Row’s self-titled debut album of 1989, but with its grab-you-by-the-throat riff, shouted, gang-style backing vocals and ‘us against them’ lyric the song quickly became, and remains, the band’s defining anthem.“